# Jasenov (okres Sobrance)
Jasenov (Hongaars: Jeszenő) is een Slowaakse gemeente in de regio Košice, en maakt deel uit van het district Sobrance.
Jasenov telt 324 inwoners.